# Phil the Agony
Phil the Agony (bürgerlich Jason Smith) ist ein US-amerikanischer Rapper. Er ist Teil von Strong Arm Steady und Mitglied der Likwit Crew. Andere Schreibweisen seines Künstlernamens sind Phil da Agony und Phil tha Agony.

## Werdegang
Phil the Agony begann seine Karriere als Mitglied der Likwit Crew um King Tee. Als solches nahm er 1995 seinen ersten offiziell veröffentlichten Vers auf, der auf einem Sampler des Labels Immortal Records erschien. In der Folge tauchte er immer wieder auf verschiedenen Projekten als Gastkünstler auf, so auch auf Tashs Debütalbum Rap Life, wo er zusammen mit Xzibit auf dem Lied True Homies auftrat. Der Kontakt zu Xzibit führte schließlich dazu, dass dieser Phil the Agony zu einem Teil seiner Gruppe Strong Arm Steady machte.
Neben Veröffentlichungen mit Strong Arm Steady nahm er 2004 sein erstes Album, The Aromatic Album, auf.
2009 folgte dann Think Green, ein Konzeptalbum, insbesondere zum Thema Umweltschutz. So wurde für die CD-Hülle nur zu 100 % recycletes Papier verwendet und mit Tinte auf Basis von Soja und anderen Gemüsen bedruckt. Darüber hinaus wurde mit dem veröffentlichenden Label Greenstreets Entertainment, sowie der Umweltschutzorganisation American Forests vereinbart, dass für jedes, sowohl digital, als auch physisch, verkaufte Exemplar der CD, ein Baum gepflanzt wird.

## Diskografie

### Alben
- 2004: The Aromatic Album
- 2009: Think Green

### Singles
- 2000: Blunted
- 2000: Clear the Lane
- 2002: Watch Out